# Ultimatum (fumetto)
Ultimatum è un crossover fra tutte le serie a fumetti dell'universo Ultimate della Marvel Comics che conclude un ciclo narrativo al termine del quale la linea editoriale venne riavviata da capo con nuove serie. Ultimatum è il primo crossover dell'Ultimate Marvel.

## Trama
A causa della morte dei suoi figli - Quicksilver ucciso per sbaglio da Occhio di Falco e Scarlet da un robot di Ultron - Magneto giura vendetta al mondo intero: provoca un'onda distruttiva invertendo i poli magnetici del pianeta causando la morte di milioni e milioni di persone. Xavier si trova costretto ad avvisare telepaticamente tutti i supereroi della Terra invitandoli ad unirsi contro un nemico comune.
Dopo aver congelato Latveria e aver ucciso Xavier, il signore del magnetismo rapisce Madrox, e controllandolo tramite un'illusione mentale di Psylocke lo costringe a creare milioni e milioni di copie fisiche. A New York scoppia il caos, vengono stabiliti degli accampamenti per i sopravvissuti, tra cui il senatore William Stryker Jr. che, accecato dalla vendetta dopo aver visto morire la propria famiglia a causa dell'onda Ultimatum, raccoglie delle armature da Sentinelle che l'onda ha portato a riva e forma un gruppo di rivoltosi che attacca la scuola di Xavier (durante l'attacco Rogue assorbe i poteri di Fenomeno, quasi morto, pertanto Rogue manterrà i suoi poteri per molto tempo). Intanto Wolverine trova Madrox e, dato che non riesce a distoglierlo dall'illusione, si ritrova costretto a farlo fuori. Nel frattempo Ant-Man si allea con Occhio di Falco per trovare Wasp; trovano Blob che approfittando del corpo senza vita della donna, ne sta mangiando le interiora. Preso dalla rabbia Hank gli stacca la testa con un morso e tenta un ultimo atto eroico: si fa esplodere con tutte le copie di Madrox rivestite di tritolo dopo aver detto ad Iron Man che esiste un progetto chiamato "Jocasta" per riportare in vita Wasp (probabilmente in forma robotica).
Nello stesso tempo, Thor si reca nel regno dei morti per salvare la sua amante Valchiria: qui Thor trova Capitan America rimasto ucciso nell'inondazione che ha investito New York. Hela, dea della morte della mitologia nordica, propone al dio del tuono un patto: la vita della sua ragazza per la sua. Capitan America si propone per lo scambio, ma Thor rifiuta rimanendo negli inferi mentre lo Scudiero e la giovane donna tornano nel mondo dei vivi. I rimanenti Ultimates si preparano per la contro-offensiva. Intanto, i Fantastici Quattro non se la passano nel migliore dei modi: Susan è in coma e i suoi poteri si manifestano in modo incontrollato; Reed accecato dalla rabbia si scontra prima con Namor, accusandolo di aver provocato l'onda, ma dopo aver capito che non ne era lui l'artefice, si precipita dal Dr. Destino, scoprendo che anch'esso non è la causa della strage; Johnny è dato per disperso e Ben è l'unico che veglia su Susan. Viene convocato il Dr. Arthur Molekevic, unico in grado di risvegliare Susan: così il dottore e Ben si rimpiccioliscono con l'aiuto delle particelle Pym ed entrano nel corpo della Donna invisibile. Qui sconfiggono degli organismi robotici di microscopiche dimensioni risvegliando Susan, ma si hanno dei dubbi su chi abbia iniettato questi meccanismi nei corpi dei F4, infatti si viene a sapere che anche Ben li ospita. Si dirigono quindi verso Atlantide per usufruire di un obelisco enorme da utilizzare come antenna per localizzare Johnny servendosi dei segnali dei nano-bot. Nonostante alcune difficoltà, portate dall'attacco di alcuni uomini-pesce, i nostri localizzano sia Reed che Johnny.
Peter Parker, mentre era in giro con gli amici, viene sconvolto dall'onda di Magneto. Kitty rimane ad aiutare i passeggeri della metropolitana mentre lui va in cerca di vittime da salvare. Durante il suo cammino incontra Hulk, il quale sebbene spaventato aiuta Spidey a salvare dei civili bloccati sotto le macerie. Poco dopo rinvengono il corpo deceduto di Devil e, in un momento così drammatico, Hulk si calma e diventa Bruce: vedendo le pessime condizioni in cui si trova la città, crede che sia  opera sua e, disgustato di sé stesso, chiede a Peter di ucciderlo; a causa della titubanza del giovane, in preda alla collera ridiventa Hulk ed ingaggia un inseguimento con Spider-Man. Nel tragitto si trovano di fronte ad uno spettacolo impressionante: il Sancta Sanctorum del Dr. Strange, ideato per reprimere i demoni e gli spiriti del mago, è stato distrutto dal disastro magnetico. Il gigante grigio e il tessiragnatele si trovano così ad affrontare migliaia di mostri. Tra i demoni emerge il Dio degli Incubi (già venuto a contatto con Peter), il quale prende il controllo di Hulk, che dopo poco riesce a liberarsene e ad inseguirlo. Nella lotta, Banner provoca un'esplosione che libera Dormammu che cerca di distruggere la città assorbendo i poteri di Johnny Storm, intrappolato in un suo medaglione, con il quale gli assorbe l'energia e le fiamme. Il Dottor Strange cerca di contrastarlo, ma la potenza del demone è superiore e comprimendogli il corpo, gli fa esplodere la testa. Sulla scena arrivano la Donna invisibile e La Cosa che si preparano allo scontro mentre un'ombra si avvicina al corpo senza vita dello Stregone Supremo.
Nick Fury viene riportato nella sua dimensione da Richards, Doom, Zarda, e Arcanna che, dopo avergli spiegato l'accaduto, convincono Doom a dire la verità. Infatti è stato lui a provocare la morte di Scarlet, pianificando la reazione di Magneto con l'intento di spodestarlo nel momento opportuno così da dominare il pianeta (infatti si scopre che è lui il vero creatore di Ultron, inserendogli volontariamente quel lato "umano" che lo ha fatto invaghire di Scarlet). Intanto gli Ultimates e gli X-Men rimasti irrompono nella cittadella di Magneto, ma dopo un primo attacco, Angelo muore per mano di Sabretooth. Wolverine attacca Magneto, ma quest'ultimo controlla il visore di Ciclope e l'armatura di Iron Man facendogli attaccare Logan il quale, per il colpo subito, rimane privo di carne: gli viene estratto l'adamantio dalle ossa da Magneto, ma Wolverine attacca ugualmente pugnalandolo con i suoi artigli del braccio destro. Hulk e Colosso intanto danneggiano i motori della cittadella, ma Mistyca posiziona un esplosivo danneggiando i due. Dopo alcuni attacchi da parte di Cap e Valchiria, Magneto viene messo alle strette; gli si avvicina Nick Fury che, con l'aiuto di Jean Grey, gli mostra che i mutanti sono stati creati in laboratorio per ricostruire il Super-Soldato. Magneto allora, capendo come i mutanti non siano i prescelti da Dio, rimette in sesto l'asse terrestre, supplicando il perdono. Ciclope, sopraffatto dalla rabbia, lo decapita con un raggio ottico.
Così la squadra al completo evacua la struttura con dei Jet, mentre in acqua si vede ciò che rimane del braccio di Logan. Otto giorni dopo, durante una conferenza tenuta da Ciclope nella quale cerca di chiarire la condizione dei mutanti, Ciclope viene colpito alla testa da una pallottola sotto gli occhi di milioni di persone. Ben Grimm irrompe in casa di Destino, il quale tiene sotto custodia Namor, affermando di stare per fare una cosa che Richards non farebbe mai, e a tali parole La Cosa gli fracassa il cranio. Infine, a Wundagore, vediamo Quicksilver ancora vivo indossare il casco del padre in compagnia di Mistyca e Sabretooth, mentre una donna misteriosa (probabilmente Wanda) commenta l'esito della missione.

### Epilogo
Jean e Rogue preparano le tombe per i compagni caduti, mentre Bobby distrugge la scuola per volontà di Jean. Intanto Kitty Pride si intrufola nello S.H.I.E.L.D. per rubare il braccio di Logan. Al suo ritorno però Jean conferma che tutte le cellule sono state polverizzate e non è possibile nemmeno clonarlo. Poco dopo irrompono sulla scena Sabretooth, Mystica e Unione (un robot creato da Magneto che possiede i poteri combinati di Hulk, Capitan America, Thor e Giant-Man). I tre spiegano il loro pentimento, ma tali parole irritano Jean, dando vita ad uno scontro terminato solo da Capitan America, il quale decapita il robot. I rimanenti X-Men prendono strade diverse.
Il gruppo dei Fantastici 4 si scioglie a causa dei numerosi conflitti interni che affliggono il gruppo: Ben è entrato nello S.H.I.E.L.D. come pilota aereo; Johnny ha intrapreso un viaggio per il mondo per riflettere su ciò che farà in futuro (distrutto dalla morte del padre); Reed e Sue si lasciano a causa del comportamento di lui durante Ultimatum, così Susan riprende a diventare una semplice scienziata al Baxter Building e Reed ritorna a casa dalla famiglia.

## Storia editoriale
A seguito della conclusione del ciclo, le storie dell'Universo Ultimate verranno rilanciate con nuove serie e miniserie.
Serie:
- Ultimate Comics: Avengers
- Ultimate Comics: New Ultimates
- Ultimate Comics: Spider-Man
- Ultimate Comics: X

Mini-serie:
- Ultimate Comics: Armor Wars
- Ultimate Comics: Il Nemico
- Ultimate Comics: Mistery
- Ultimate Comics: Doom
- Ultimate Comics: Thor
- Ultimate Comics: Capitan America